# Protorhoe centralisata
Protorhoe centralisata là một loài bướm đêm trong họ Geometridae.